# Chorążka
Chorążka [pronunciación en polaco: /xɔˈrɔ̃ʂka/] es un pueblo ubicado en el distrito administrativo de Gmina Warta, dentro del condado de Sieradz, voivodato de Łódź, en el centro de Polonia. Se encuentra aproximadamente a 10 kilómetros al este de Warta, a 13 kilómetros al norte de Sieradz, y a 49 kilómetros al oeste de la capital regional, Łódź. 